# Mecanismo de flujo especie-dinero

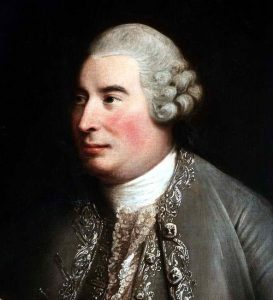
El científico escocés David Hume

El mecanismo de flujo especie-dinero es una descripción del funcionamiento del comercio internacional, planteada originalmente por David Hume que explica, que en un régimen de patrón oro, es imposible que un país tenga una balanza comercial superavitaria o deficitaria, durante un prolongado período de tiempo.

## Orígenes
Esta descripción fue desarrollada por el filósofo y economista David Hume a mediados del siglo XVIII como reacción frente a la postura mercantilista que sostenía que un país debía mantener su balanza comercial superavitaria (positiva) todo el tiempo.
Con esta descripción demostró que no tiene sentido plantear como objetivo de política económica mantener la balanza comercial positiva indefinidamente en el tiempo.

## Supuestos
Antes de entender la dinámica de funcionamiento de este mecanismo cabe añadir un noción sobre el sistema de patrón oro. El sistema de patrón oro establece que la moneda de un país está "atada" a una determinada cantidad de oro (físico). Es decir, se establece por ley el valor de la moneda de un país en una determinada cantidad de oro. De este modo el sistema de patrón oro se clasifica como de tipo de cambio fijo (el tipo de cambio en economía es el precio de la moneda nacional expresada en moneda extranjera, en el caso del patrón oro, es el precio en oro de una unidad de moneda nacional). Ahora bien, dado que el precio de la moneda nacional es fijo por ley, para mantener ese precio en el mercado, el Estado debe comprar o vender oro para mantener ese precio. De esta forma, comprará oro (quitará oro del mercado de su país) y entregará moneda nacional cuando exista un ingreso de oro del exterior (aumenta la oferta interna de oro) que llevaría a una disminución del tipo de cambio (del precio de la moneda nacional expresada en oro) distinto al tipo de cambio fijo expresado en la ley. A la inversa, venderá oro (colocará oro en el mercado interno) recibiendo moneda nacional cuando exista un egreso, una salida, de oro del país, debido por ejemplo a una balanza comercial deficitaria (negativa) aumentando la oferta de oro en el mercado interno, manteniendo el precio fijo (si el Estado no lo hiciera, al haber egreso de oro del mercado interno, que en otras palabras significa una disminución de la oferta de oro en el mercado interno, llevaría a un incremento del tipo de cambio, el precio, haciéndolo distinto al fijado por ley).

## Concepto
El mecanismo de flujo especie-dinero basa sus supuestos en la existencia de un tipo de cambio fijo. Se señaló anteriormente el sistema de patrón oro (como ejemplo de tipo de cambio fijo) porque fue el sistema que imperó durante el desarrollo de esta explicación. 

### País Súper y País Déficit
La dinámica de funcionamiento es la siguiente. Supongamos un mundo donde existan sólo dos países, uno llamado Súper y uno llamado Déficit. Súper posee en un momento inicial t0 una balanza comercial superavitaria (positiva), es decir, exporta más de lo que importa. En consecuencia tiene un ingreso neto de oro (en adelante, hablaremos de oro, pero puede ser cualquier moneda, dólar, libra, yenes, etc.). De esta forma, al terminar el momento inicial t0, supongamos que sea un año, el país encontrará que tiene más oro, dentro de su economía que al inicio. Este aumento de la cantidad de oro, se traduce en un aumento de la oferta de oro en el mercado interno. Como el tipo de cambio está fijo por ley, el Estado debe "defender" ese tipo de cambio comprando ese excedente de oferta (o en otras palabras, el superávit de la balanza comercial) para evitar que ese aumento de oferta, haga disminuir el tipo de cambio, el precio, de la moneda nacional en relación con el oro. Para comprar ese excedente de oferta o superávit de balanza, el Estado emite moneda nacional (billetes y monedas). Como explica la Teoría cuantitativa del dinero ya esbozada en tiempos de David Hume, existe una relación directa entre la cantidad de dinero en la economía y el nivel de precios. Específicamente en nuestro ejemplo, al emitir moneda nacional el Estado, aumenta la cantidad de dinero en la economía. Esto llevará a un aumento del nivel de precios (inflación). Es así que en el momento t1 el país Súper verá como se incrementan sus precios internos medidos en oro. En términos de una empresa, esto se traduce en un aumento de los costos en oro de producir en ese país con superávit. Ahora bien, si un país tiene superávit de balanza comercial, necesariamente implica que hay otro país que tiene déficit de balanza comercial. Aplicando la misma lógica que al superávit, nos encontramos con el país Déficit, que tiene déficit de balanza comercial, implica que sale oro de su mercado interno hacia el mercado interno del país superavitario. Como Déficit tiene menos oro (menor oferta) para evitar que el tipo de cambio aumente, el Estado vende oro en el mercado interno, recibiendo como contrapartida moneda nacional. En otras palabras, el Estado saca moneda nacional de circulación y entrega oro que se va a Súper. Este "quitar" moneda nacional del mercado interno, implica una disminución del nivel de precios dentro de la economía debido a la mencionada teoría cuantitativa del dinero. Y como decíamos, esta disminución de precios, en términos de una empresa se traduce en una disminución de los costos en Déficit.
A la larga, si las condiciones se mantienen, el país Súper verá incrementarse sus precios, y en consecuencia los costos de producir en ese país, mientras Déficit verá disminuir sus precios y sus costos de producir (siempre medidos en oro, no en la moneda nacional de cada país). Llegará un momento ti en el tiempo, en que producir el bien A es más barato en Déficit que en Súper. Entonces las empresas de Súper empezarán a comprar el bien A en Déficit (importar el bien A) para venderlo en el mercado interno. Y en consecuencia las empresas de Déficit empezaran a producir el bien A para venderlo (exportarlo) a Súper. Asimismo las empresas que producen el bien A en Súper decidirán colocar fábricas en Déficit, pues es más barato producir allí. De esta forma, Súper verá aumentar sus importaciones y disminuir sus exportaciones del bien A, mientras que Déficit verá aumentar sus exportaciones del bien A y disminuir sus importaciones del bien A. Ampliado este efecto a todos los bienes, tenemos, ¡voalá! como resultado, que el país que inicialmente tenía superávit, Súper, ahora tiene déficit de balanza comercial y el país que inicialmente tenía déficit, Déficit, ahora tiene superávit.

### Conclusiones
Hume plantea que el comercio internacional, en términos monetarios, es "de suma cero". Es decir, si uno sumara, en términos monetarios, todas las importaciones de todos los países del mundo en un momento dado y todas las exportaciones de todos los países en el mismo momento, la diferencia, (exportaciones - importaciones) daría cero, se dice que "se netean".
Expresado simbólicamente:
{\displaystyle X_{m}-M_{m}=0}
donde:
```
X
m
 = exportaciones mundiales en un momento dado.
M
m
 = importaciones mundiales en el mismo momento dado.
```

Esto demuestra lo absurdo de plantear como objetivo de política económica a largo plazo, mantener superavitaria la balanza comercial. Éste que era uno de los postulados del Mercantilismo clásico.
No debe olvidarse que aquí estamos considerando el valor monetario del comercio internacional al decir que es de "suma cero". Esto no quiere decir en absoluto, que el comercio internacional no genera riqueza.